# 河南里
河南里是位于中国天津市和平区河南路与营口道交口的一处由五幢联排公寓组成的的里弄式住宅，始建于1920年，目前为一般保护等级历史风貌建筑。

## 历史
河南里建于1920年，由湖北督军王占元在天津法租界圣路易路（Rue Saint Louis）和一坡城路（Rue D'ypres）交口（今河南路与营口道交口）一带投资建房成巷并以“仁和里”来命名此处房产。1982年，天津市人民政府因其临近河南路而改为现名。目前的河南里为居住用房，其中包括河南路183号至187号、河南路河南里1号至4号、河南里5号至9号、河南里10号至15号和营口道92号至98号。

## 建筑
河南里占地面积约为4600平方米，总建筑面积约为7800平方米，为由五幢联排公寓形成的砖木结构二层里弄式居住楼房，建筑外立面主要为混水墙面，局部为清水墙面。建筑屋顶为大筒瓦坡设计并设有起到通风采光效果的老虎窗。河南里每个独立单元的首层也都设有凸出平面的阳光房，而二层的露台也都装饰有宝瓶栏杆，建筑内部的房间按照现代生活方式布局并设有至今保存良好的木制楼梯、地板和门窗等装饰。河南里每个独立单元的前面和后面均设有小院，其入口均为拱券式设计。

## 建筑图片

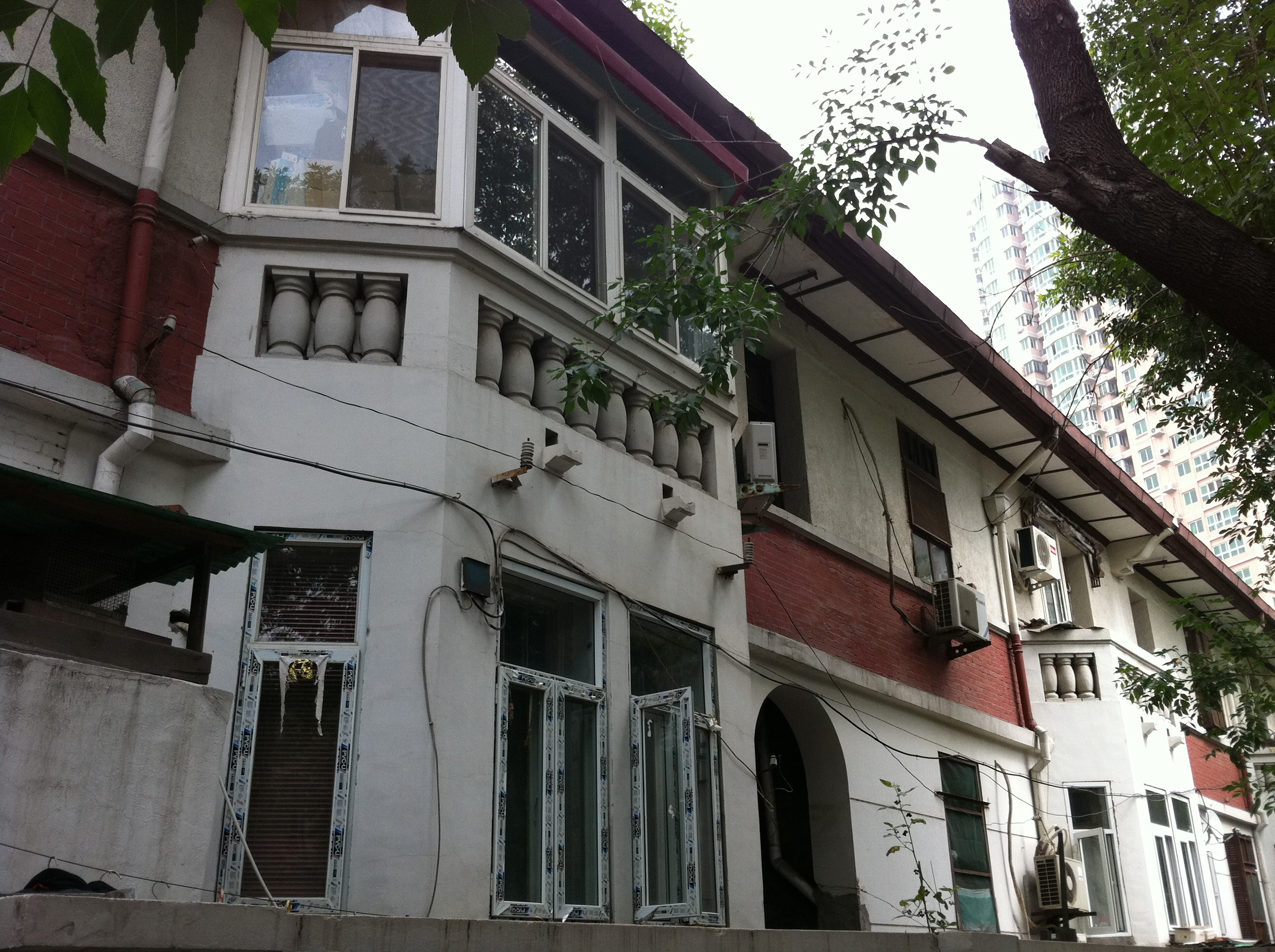
河南路183－187号
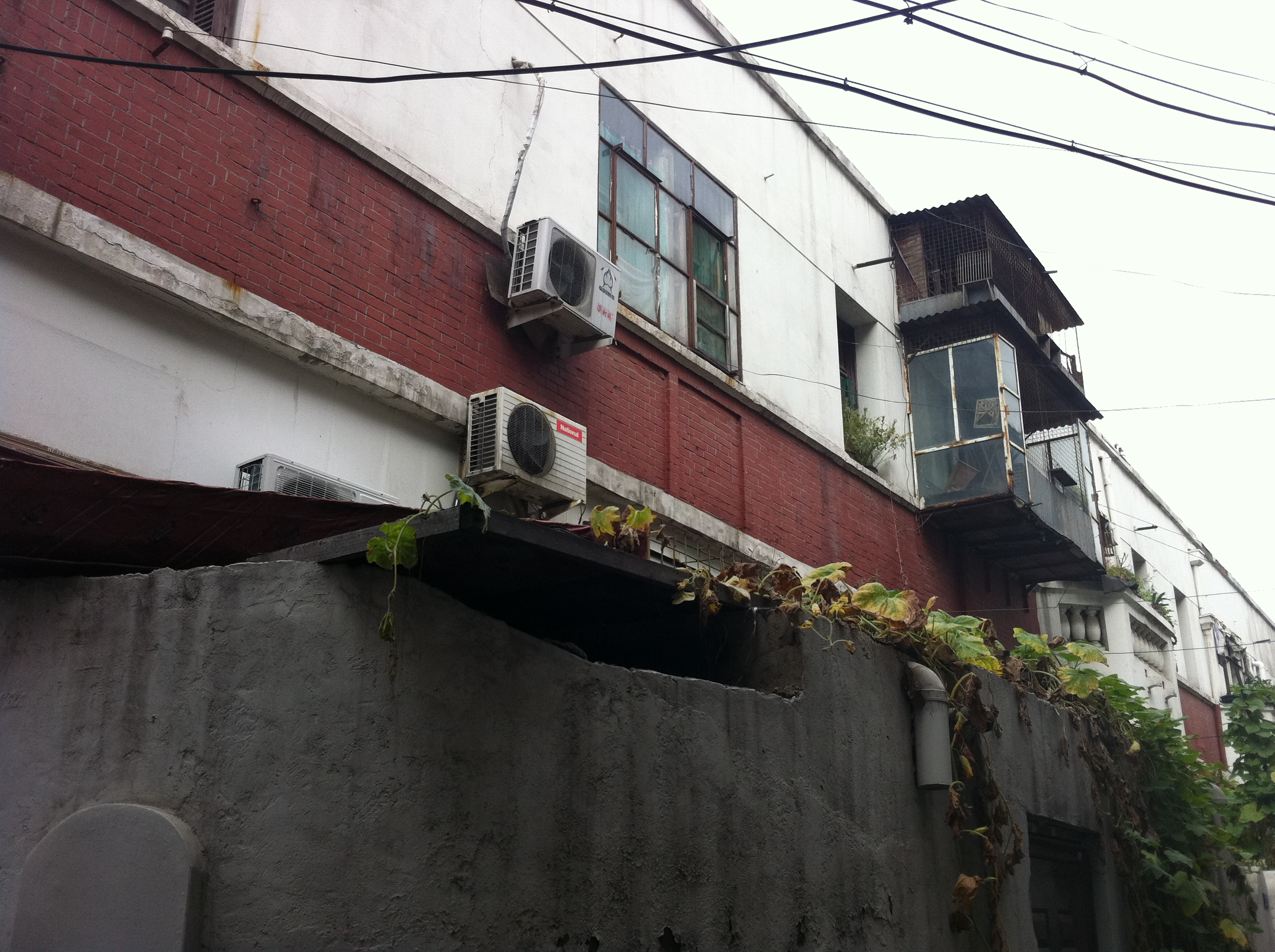
河南路河南里1、2、3、4号
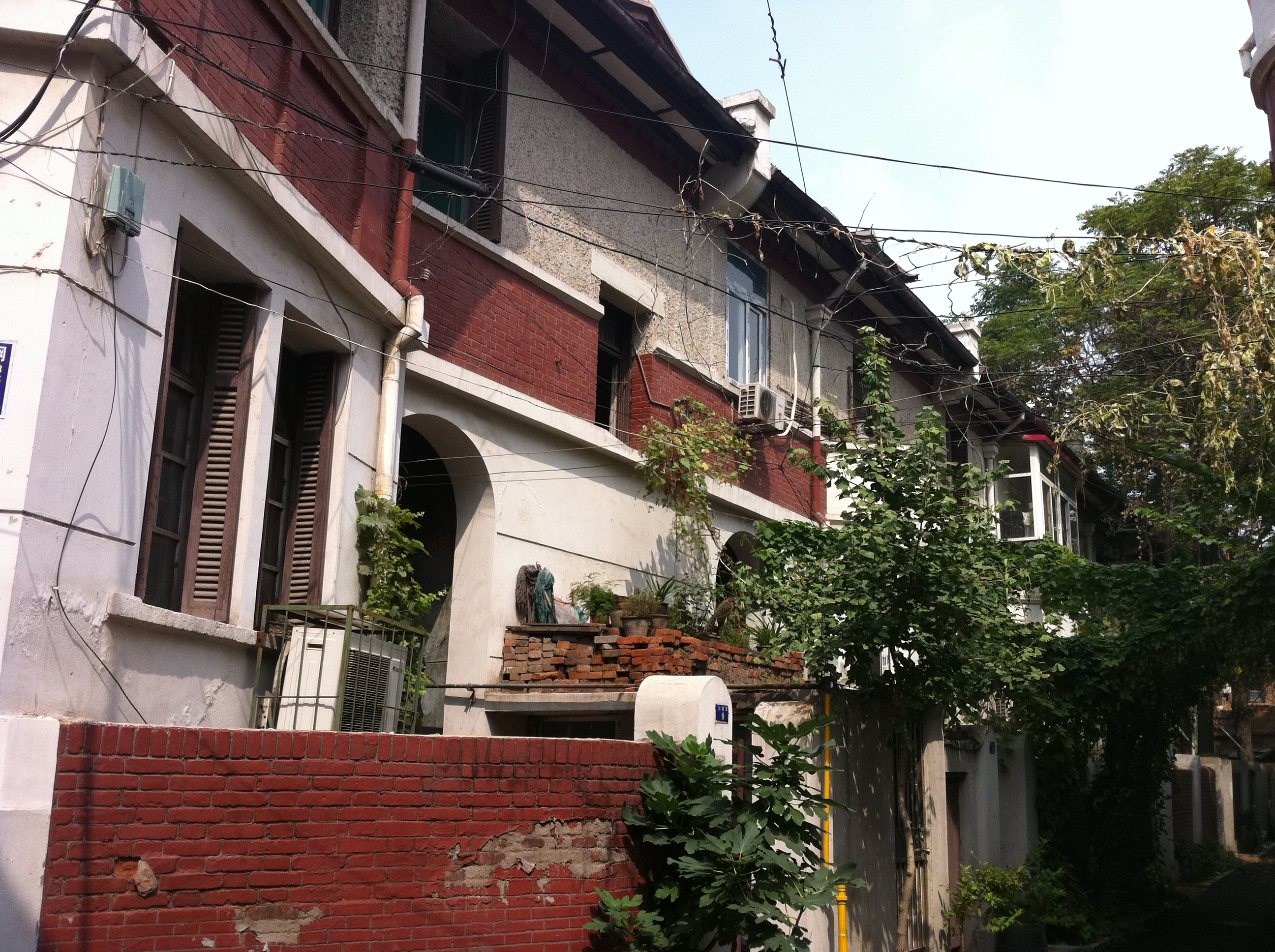
河南路河南里5、6、7、8、9号
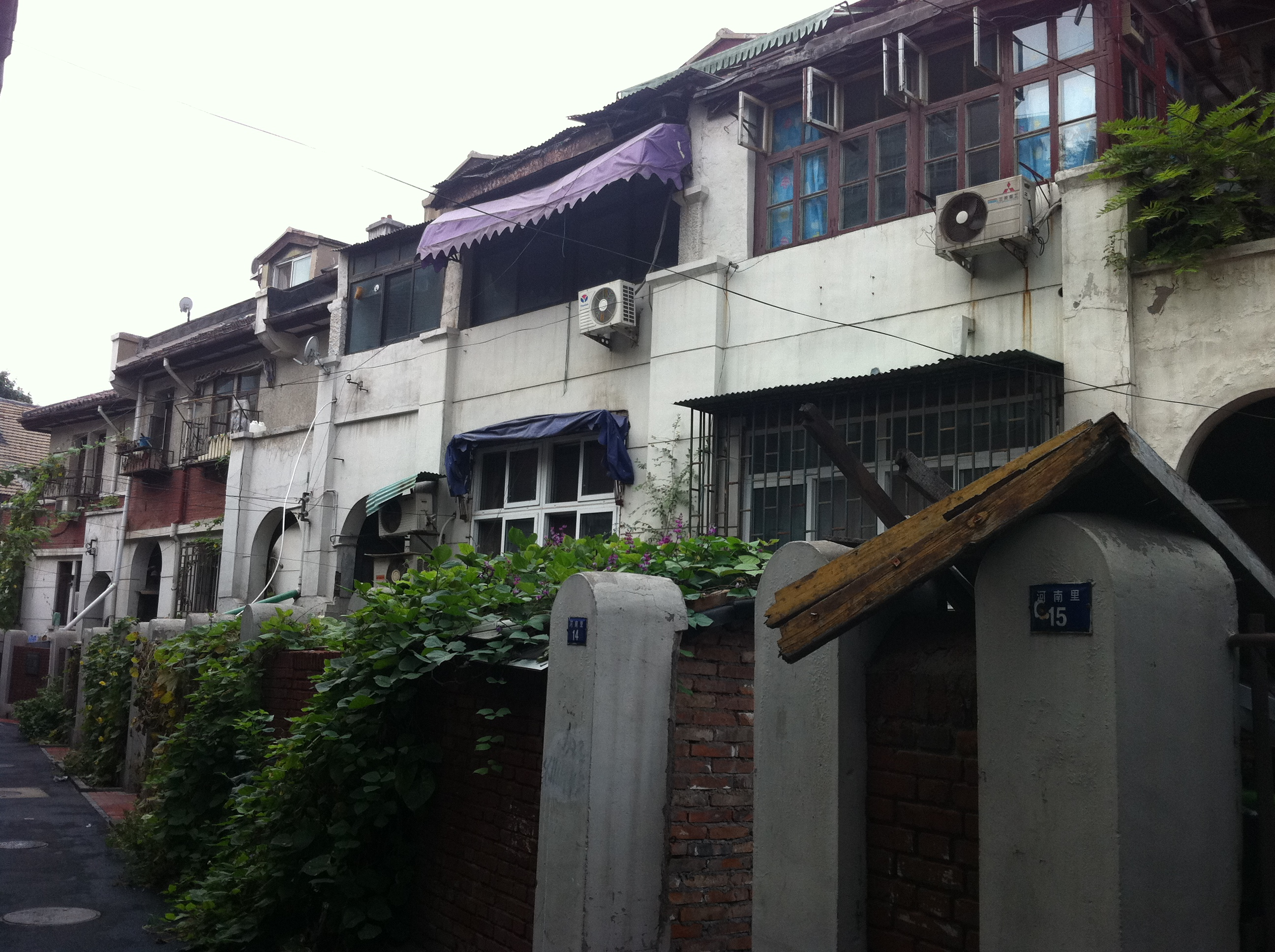
河南路河南里10、11、12、13、14、15号
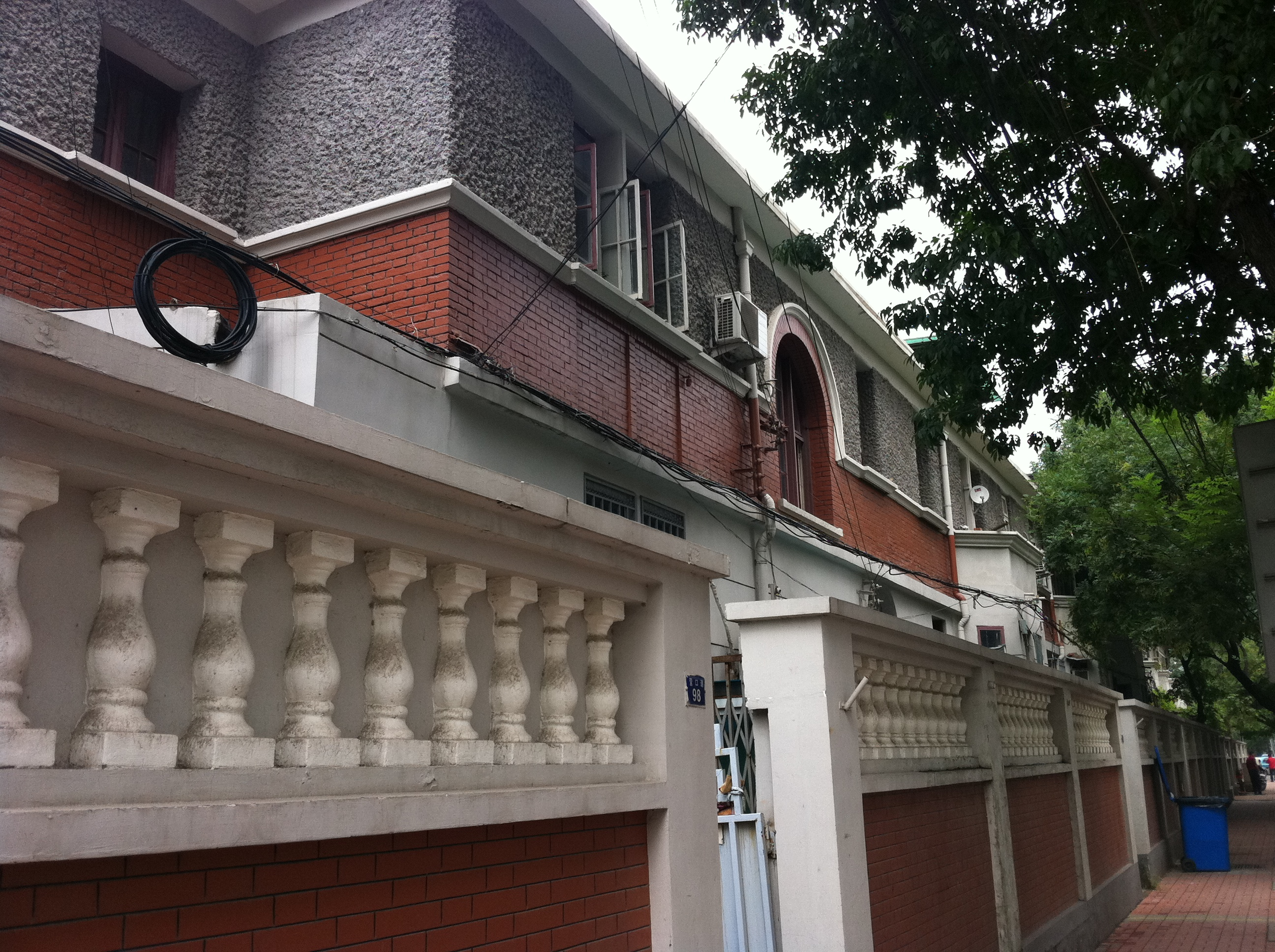
营口道92－98号

## 内部链接
- 河南路
- 义德里